# Burg Noithausen
Die Burg Noithausen ist der Rest einer Burg im heutigen Grevenbroicher Stadtteil Noithausen im Rhein-Kreis Neuss in Nordrhein-Westfalen.

## Geschichte
Die Burg, die sicher eine Vorgängeranlage hatte, wurde im 13. Jahrhundert von Ritter Wilhelm von Hochstaden erbaut und nach 1320 vom Deutschen Orden mit der Burg belehnt. Später werden die „Hochstadens“ in der Schreibweise „Hochsteden“ als Amtleute in Jülicher Diensten erwähnt.
1400 wird die Burg von Ritter Wilhelm von Hochsteden und seinen Söhnen dem Erzbischof Friedrich III. von Köln zum Offenhaus „Uffenhuys“ und Lehen aufgegeben, damit das Haus dem Erzbischof stets offenzustehen hatte, um sich im Kriegsfall dort zurückziehen und verteidigen zu können. 
1599 kam das Haus Noithausen durch Heirat an die Herren von Gudenau, die es an die Grafen von Schwerin veräußerten. Um 1700 wurde der Adelssitz weiter ausgebaut.

## Beschreibung
Die frühere große Burganlage bestand aus einer von Wassergräben umgebenen Kern- und Vorburg und verfügte über ein von zwei quadratischen Türmen flankiertes dreigeschossiges Herrenhaus an der Ecke der Vorburg, die ein dreiseitig bebauter geschossener Wirtschaftshof (1700) war, dessen Hauptdurchfahrt ein in Backstein errichtetes Rundbogenportal eingefasst von Trachytblöcken hatte. Nach Abriss der letzten Gebäude 1962 ist noch der barocke Torbogen erhalten.